# Vicq (Allier)
Vicq ist ein zentralfranzösischer Ort und eine Gemeinde (commune) mit 294 Einwohnern (Stand 1. Januar 2022) im Département Allier im Norden der Region Auvergne-Rhône-Alpes (vor 2016 Auvergne). Sie gehört zum Arrondissement Vichy und zum Kanton Gannat.

## Lage
Vicq liegt in der Landschaft des Bourbonnais etwa 43 Kilometer westnordwestlich von Vichy. Das Flüsschen Veauce durchquert das Gemeindegebiet und mündet an der südlichen Grenze in die Sioule. Umgeben wird Vicq von den Nachbargemeinden Valignat im Nordwesten und Norden, Naves im Norden und Nordosten, Saint-Bonnet-de-Rochefort im Osten, Ébreuil im Süden und Südwesten sowie Sussat im Westen.

## Bevölkerungsentwicklung
| Jahr                       | 1962 | 1968 | 1975 | 1982 | 1990 | 1999 | 2006 | 2011 | 2019 |
| Einwohner                  | 466  | 430  | 342  | 315  | 310  | 300  | 314  | 327  | 305  |
| Quellen: Cassini und INSEE |      |      |      |      |      |      |      |      |      |

## Sehenswürdigkeiten
- Kirche Saint-Maurice aus dem 11. Jahrhundert, seit 1911 Monument historique
- Schloss La Mothe aus dem 15. Jahrhundert, seit 1945 Monument historique
- Schloss Arçon, seit 1975 Monument historique
- Schloss Beaurepaire aus dem 15. Jahrhundert
- Mühle von Les Valignards, um 1800 erbaut

Siehe auch: Liste der Monuments historiques in Vicq (Allier)

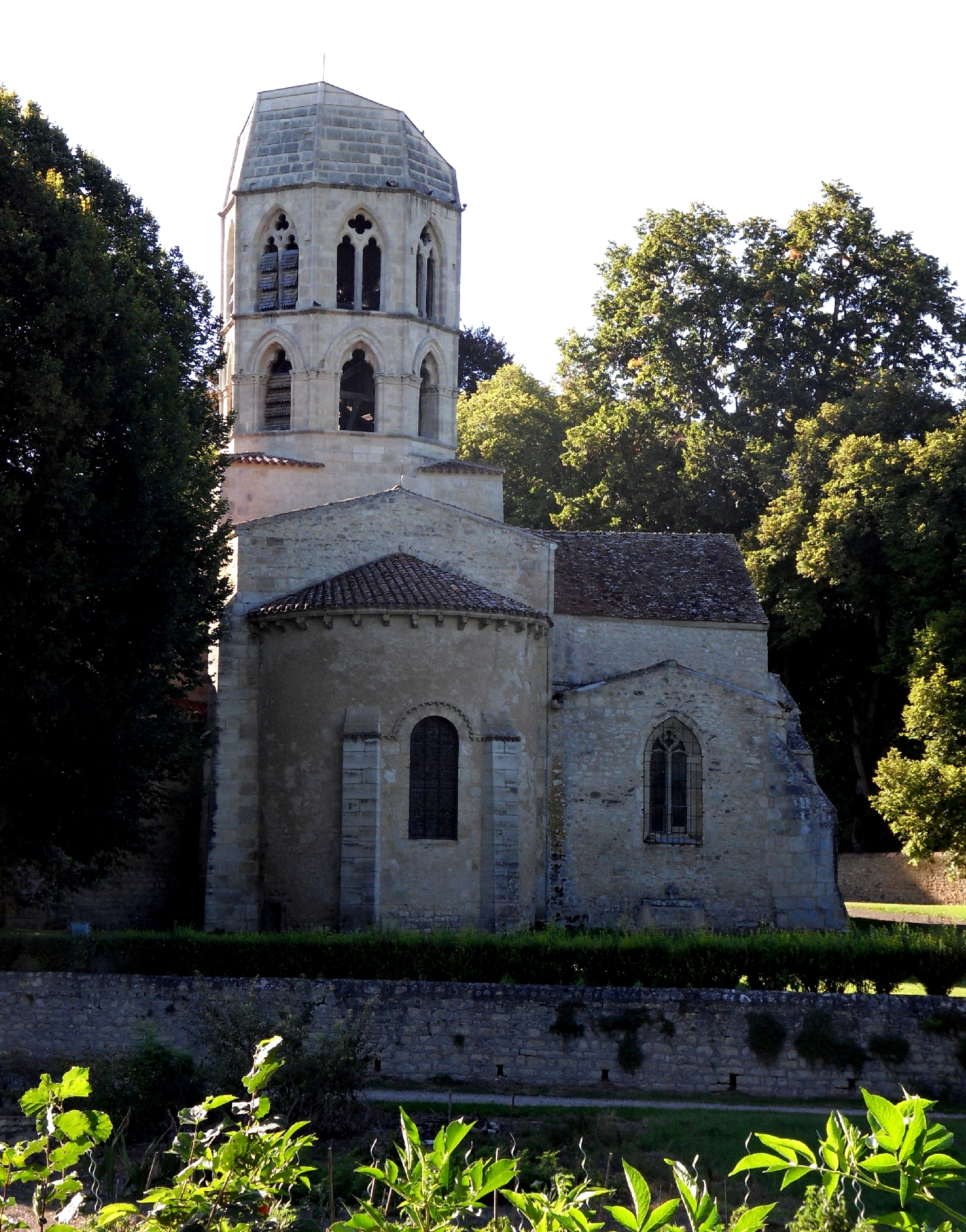
Kirche Saint-Maurice
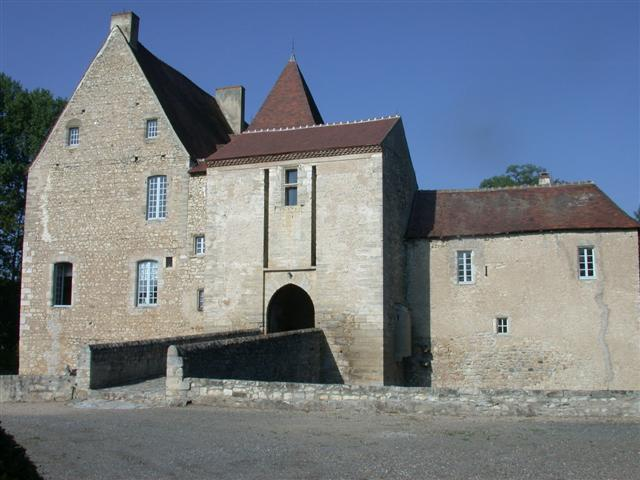
Schloss La Mothe
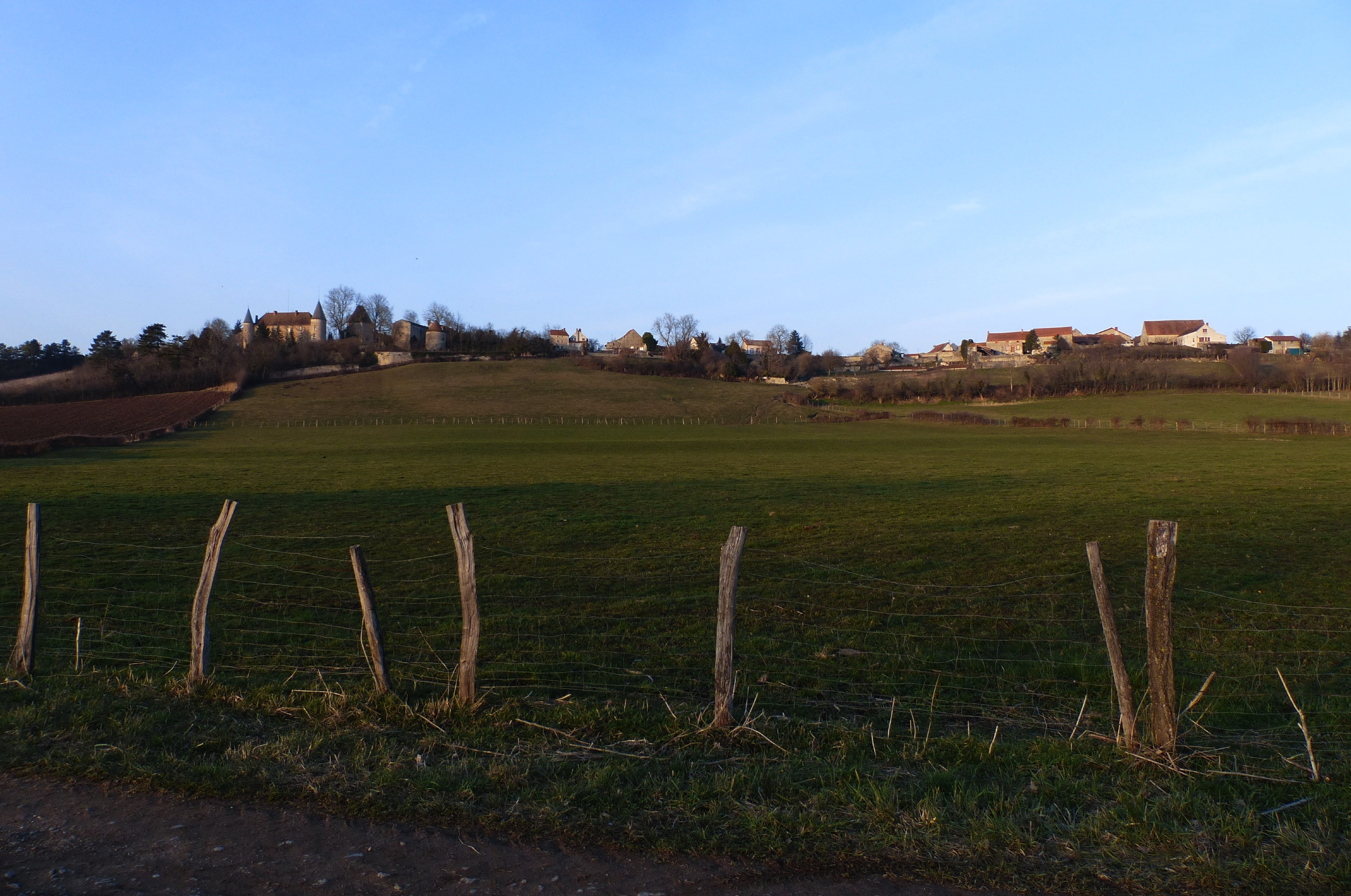
Schloss Arçon